# 波氏猎蛛
波氏猎蛛（学名：Evarcha pococki）为跳蛛科猎蛛属的动物。分布于不丹、越南以及中国大陆的湖南、广东、广西、云南等地。该物种的模式产地在越南。